# Eliberarea Serbiei, Albaniei și a Muntenegrului
Eliberarea Serbiei, Albaniei și Muntenegrului a fost o acțiune militară în Balcani din timpul Primului Război Mondial, în care forțele Aliate din Extremul Orient au eliberat aceste trei țări, între 29 septembrie și 13 noiembrie 1918, din ocupația Puterilor Centrale.

## Context
După o serie de succese remarcabile împotriva Austro-Ungariei, în 1914, Serbia a fost în cele din urmă învinsă în toamna anului 1915 de către forțele germane, bulgare și austro-ungare. Întreaga țară a fost ocupată, dar restul armatei sârbe a reușit să ajungă la porturile Albaniei de la Marea Mediteraneană, de unde au fost evacuați de către puterile Aliate. Albania a fost, de asemenea, ocupată de Puterile Centrale, la fel ca Muntenegrul, după o scurtă campanie în ianuarie 1916. Aceste evenimente au determinat Franța și Marea Britanie să-și transfere trupele de la Gallipoli în Macedonia greacă. Astfel a fost stabilit Frontul din Macedonia pentru a sprijini armata sârbă să recucerească Macedonia sârbească.
În ciuda mai multor ofensive aliate, Frontul din Macedonia a rămas mai mult sau mai puțin fix până în septembrie 1918. A urmat o mare ofensivă a aliaților pe 14-15 septembrie 1918, prin care s-a reușit să penetrarea liniilor inamice la Dobro Pol. Pentru că Bulgaria nu mai avea destule forțe pentru o apărare sigură, aliații au pătruns rapid în Macedonia sârbească. Pe 29 septembrie, Skopje (Uskub) a fost capturat, și în aceeași zi în Bulgaria a capitulat.
Acest lucru a însemnat prăbușirea totală în Balcani pentru Puterile Centrale, din moment ce o mare parte a forțelor din acea zonă erau formate din soldați bulgari. Singurele unități rămase erau Armata 11 Germană, care cuprindea, de asemenea, un număr important de soldați bulgari (unitate care a decis să treacă de partea aliaților), precum și al XIX-lea corp austro-ungar din Albania. Acestea nu au avut altă opțiune decât să se retragă la nord, urmăriți de către aliați. Sârbii au fost foarte motivați pentru a-și elibera țara și pentru a se răzbuna după înfrângerea zdrobitoare din iarna anului 1915.